# Беликов, Павел Фёдорович
Па́вел Фёдорович Бе́ликов (29 июля 1911, Нарва — 15 мая 1982, Таллин) — исследователь жизни и творчества Н. К. Рериха и его семьи, автор ряда публикаций по этой тематике, соавтор биографии Н. К. Рериха в серии «ЖЗЛ» (1972). Собирал архив о его творческой деятельности, составил библиографию литературного наследия.

## Биография
Павел Фёдорович Беликов родился 29 июля 1911 года в Нарве, в обеспеченной семье торгового служащего. Учился в 51-й Советской единой трудовой школе II ступени (курс гимназии) в Ленинграде, окончил Высшие коммерческие курсы (Таллин).
Работал на таллинской ткацкой фабрике «Ээсти Сийд», в книготорговой фирме «Тээкооль» заведовал отделением советского представительства «Международная книга», возглавлял Эстонскую республиканскую контору «Союзпечать». В апреле 1961 года переселился из Таллина в поселок Козе-Ууэмыйза, где работал главным бухгалтером местного отделения «Сельхозтехники». Параллельно с юношеских лет занимался литературой, философией, искусством. Принимал участие в таллинском Русском литературном кружке, выступал с докладами, публиковал библиографические обзоры книг, статьи по литературоведению («Пушкин и государственность», Таллин, 1937).
С начала 30-х годов XX века занялся изучением жизни и творческого наследия Н. К. Рериха. С 1936 года, после получения письма от Н. К. Рериха, переписывался с ним и Ю. Н. Рерихом. С конца 1950-х годов установил личные контакты с Ю. Н. Рерихом и С. Н. Рерихом, продолжавшиеся до конца жизни.
Архив, посвященный жизни, творчеству и деятельности Н. К. Рериха, начал собирать с середины 1930-х годов. С середины 1950-х годов и до последних дней жизни вёл обширную переписку с музеями и обществами имени Н. К. Рериха США, Великобритании, Индии и других стран. В 1968 году опубликовал фундаментальную « Библиографию произведений Н. К. Рериха» в сборнике «Ученые записки Тартуского университета».
В советское время собрание П. Ф. Беликова являлось крупнейшим архивом, которым широко пользовались исследователи творчества семьи Рерихов (А. Д. Алехин, В. П. Князева, В. М. Сидоров, Л. В. Шапошникова, Е. Г. Сойни, Е. П. Маточкин и другие). Собрание насчитывает более 4000 единиц хранения различных документов, публикаций, фотографий в оригиналах и копиях (Эстония), использующихся в исследовательской и выставочной работе (Международная выставка «Рериховский век». Санкт-Петербург. 2010).
Начиная с 1967 года осуществлял публикацию неизвестных материалов из рериховского литературного наследия (журнал «Наш современник», историко-биографический альманах серии «Жизнь замечательных людей» «Прометей», научные сборники). В 1971 году выйдя на пенсию, полностью посвятил себя научным, литературным трудам, общественной деятельности. В 1972 году опубликовал статью «Николай Рерих и Индия» в сборнике «Страны и народы Востока», в серии «Жизнь замечательных людей» вышла книга «Рерих», написанная П. Ф. Беликовым в сотрудничестве с искусствоведом В. П. Князевой (М., Молодая гвардия, 1972, 1973. Переиздания: 1996, 2009).
К 100-летию со дня рождения Н. К. Рериха вышел подготовленный по инициативе П. Ф. Беликова академический сборник «Н. К. Рерих. Из литературного наследия», основанный на материалах его архива. В последние годы работал над книгами «Рерих (Опыт духовной биографии)» и «Святослав Рерих. Жизнь и творчество» (изданы в 1994, 2004 гг.), публиковал статьи в сборниках научных работ, выступил консультантом фильма «Николай Рерих» студии «Киевнаучфильм» (1976, реж. Р. П. Сергиенко), фильма «Рерих» творческого объединения «Экран» Гостелерадио СССР (1982).
Принимал участие в организации и проведении первых всесоюзных научных конференций «Рериховские чтения» (Новосибирск — 1976, 1979 годы), читал лекции, осуществлял активную деятельность и переписку по вопросам культуры и духовного наследия. Работы П. Ф. Беликова используются в некоторых диссертациях и среди почитателей творчества семьи Рерихов считаются классическими.
Умер 15 мая 1982 года в Таллине. На Александро-Невском кладбище установлен надгробный памятник с изображением знака Знамени Мира и надписью «Pax Kultura».
21 августа 1983 года новосибирскими альпинистами А. Морозовым (руководитель) и Е. Маточкиным одна из вершин Горного Алтая после первовосхождения была названа пиком Беликова,,.